# گریبن
گریبن (به آلمانی: Grieben) یک منطقهٔ مسکونی در آلمان است که در تانگرهوته واقع شده‌است. گریبن ۷۵۹ نفر جمعیت دارد.